# Ходирі (Сюмсинський район)
Ходирі́ (рос. Ходыри) — присілок у складі Сюмсинського району Удмуртії, Росія.
Населення — 5 осіб (2010; 9 в 2002).
Національний склад (2002):
- росіяни — 100 %

## Урбаноніми[3]
- вулиці — Лучна